# 시로사토정
시로사토정(일본어: 城里町 시로사토마치[*])은 일본 이바라키현 북서부에 있는 히가시이바라키군의 정이다.

## 역사
- 1963년 4월 1일 - 국도 123호선이 제정되었다.
- 1966년 6월 1일 - 이바라키 교통 이바라키선의 이시즈카~오젠야마 구간이 폐지되었다.
- 1968년 6월 16일 - 이바라키 교통 이바라키선의 대학 앞~이시즈카 구간이 폐지되었다.
- 2005년 2월 1일 - 히가시이바라키군 조호쿠정, 가쓰라촌, 니시이바라키군 나나카이촌이 합병해 성립하였다.

## 인구
|                                                | |
| 시로사토정의 전국의 연령별 인구 분포（2005년） | 시로사토정의 연령·남녀별 인구 분포（2005년）                                                                           |
| ■자주색 ― 시로사토정 ■녹색 ― 일본전국          | ■파랑색 ― 남자 ■빨간색 ― 여자                                                                                          |
| · 시로사토정（에 해당되는 지역）의 인구추이    | |
| 일본 총무성 통계국 국세조사 결과               | |
|                                                | 기술적 문제로 인해 그래프를 일시적으로 사용할 수 없습니다. 파브리케이터와 미디어위키 위키에 더 자세한 정보가 있습니다. |

## 교통

### 도로
- 국도 123호선